# IC 2057
IC 2057 ist eine Spiralgalaxie vom Hubble-Typ Sa im Sternbild Stier auf der Ekliptik. Sie ist schätzungsweise 326 Millionen Lichtjahre von der Milchstraße entfernt und hat einen Durchmesser von etwa 70.000 Lj.

Im selben Himmelsareal befinden sich u. a. die Galaxien IC 363, IC 364, IC 365.
Das Objekt wurde am 29. Januar 1894 von Stéphane Javelle entdeckt.